# 蓋林卡亞
37°25′N 41°16′E / 37.417°N 41.267°E
蓋林卡亞是土耳其的城鎮，位於該國東南部，距離米迪亞特約10公里，由馬爾丁省負責管轄，海拔高度960米，主要農產品有穀物、扁豆、葡萄等，2011年人口5,203。